# Vedetta (nautica)

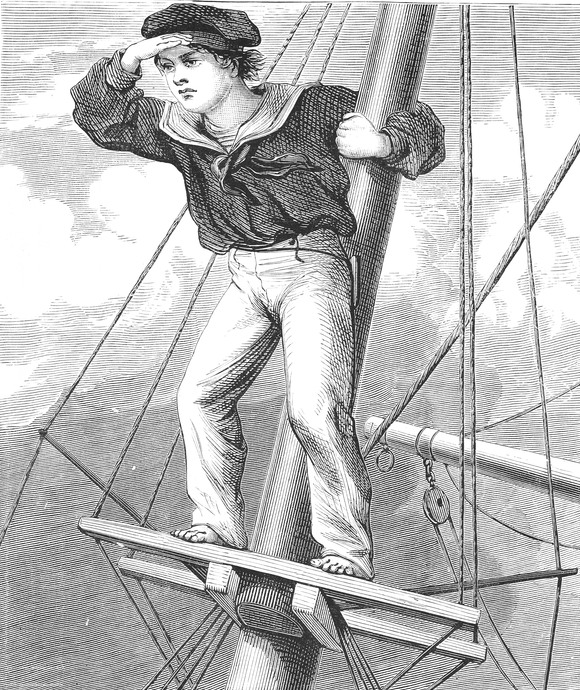
Giovane di vedetta sulla coffa in cima ad un albero, di Harrison Weir

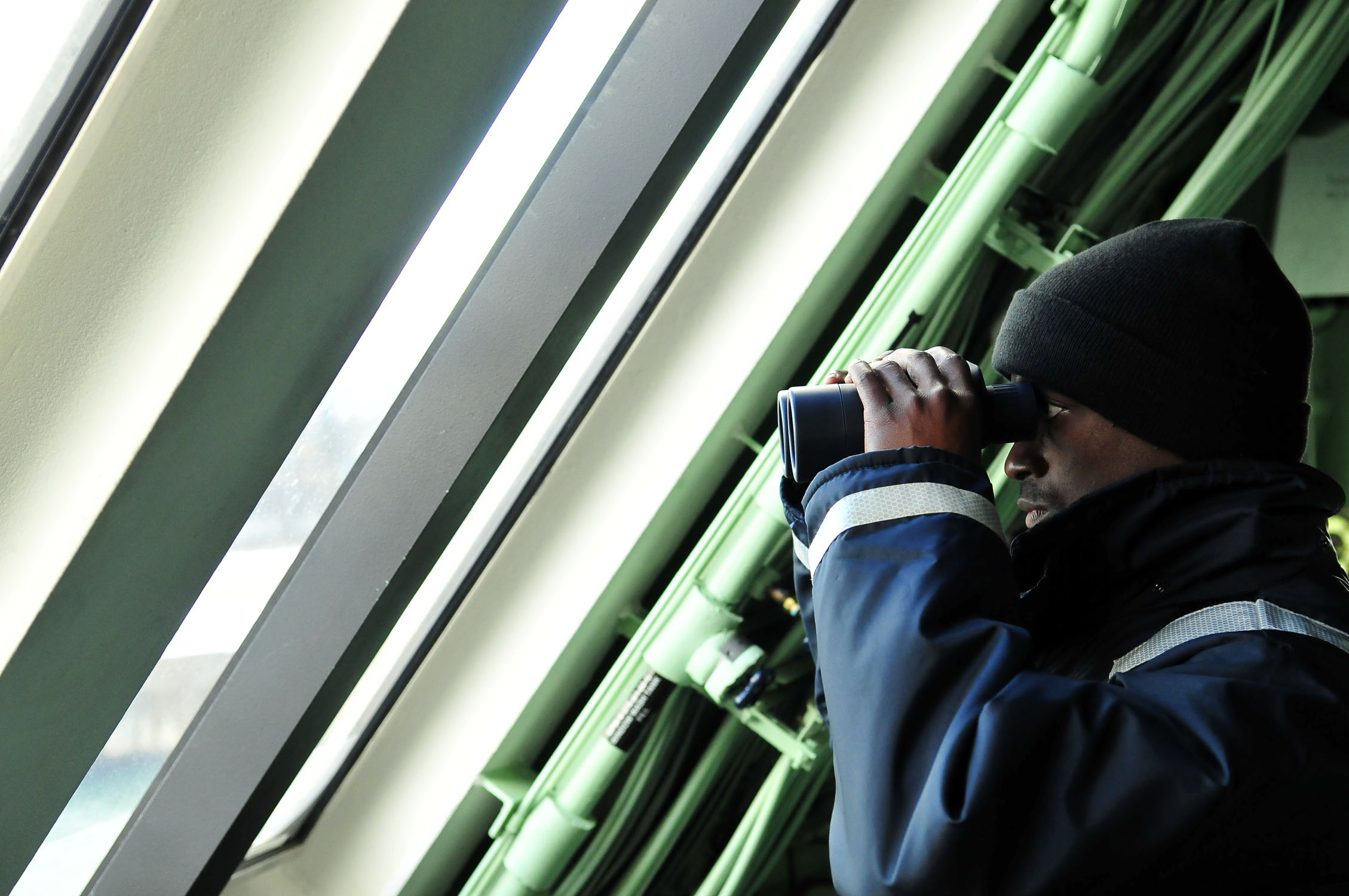
Vedetta della Marina degli Stati Uniti d'America nel suo posto di osservazione a bordo di una nave militare

La vedetta, nel lessico marinaresco, è un marittimo  della sezione di coperta (solitamente un marinaio) imbarcato su una nave (mercantile o passeggeri), o il graduato (se a bordo di una nave militare), incaricato del servizio d'osservazione dello specchio acqueo marino per segnalare tempestivamente eventuali ostacoli che costituiscano un pericolo per il normale prosieguo della navigazione.

## Disposizioni internazionali
Secondo il Regolamento internazionale per prevenire gli abbordi in mare, nella parte B: Regole di governo e di manovra. Sezione I. Condotta delle navi in qualsiasi condizione di visibilità, alla regola 5 stabilisce che: